# Raymond (Familienname)
Raymond ist ein französischer und englischer Familienname.

## Herkunft und Verbreitung des Namens
Der Name leitet sich vom gleichlautenden Vornamen ab und gehört damit zu den patronymischen Familiennamen.

## Namensträger

### A
- Alan Raymond, US-amerikanischer Dokumentarfilmer, Kameramann und Filmproduzent
- Alex Raymond (1909–1956), US-amerikanischer Comiczeichner
- Alfred John Raymond (1856–1935), britischer Politiker
- André Raymond (* 2000), trinidadischer Fußballspieler
- Antonin Raymond (1888–1976), tschechischer Architekt
- Arthur Emmons Raymond (1899–1999), US-amerikanischer Ingenieur

### B
- Benjamin Wright Raymond (1801–1883), US-amerikanischer Politiker
- Billy Raymond († 2013), schottisch-australischer Entertainer
- Bobby Raymond (* 1985), kanadischer Eishockeyspieler
- Brittany Raymond (* 1995), kanadische Schauspielerin und Tänzerin

### C
- Camille Raymond (* 1976), französische Sängerin und Schauspielerin
- Christian Raymond (* 1943), französischer Radrennfahrer

### D
- Derek Raymond (1931–1994), britischer Schriftsteller

### E
- Edith Raymond Locke (1921–2020), österreichisch-US-amerikanische Modejournalistin
- Edward Burleson Raymond (1848–1915), US-amerikanischer Politiker, Banker und Gründer von Raymondville, Texas
- Eleanor Raymond (1887–1989), US-amerikanische Architektin
- Eric S. Raymond (* 1957), US-amerikanischer Programmierer

### F
- François Raymond († 1798 in Hyderabad), französischer Diplomat und General in Indien
- Fred Raymond (1900–1954), österreichischer Komponist
- Fulgence Raymond (1844–1910), französischer Neurologe

### G
- Gary Raymond (* 1935), britischer Schauspieler
- Gene Raymond (1908–1998), US-amerikanischer Schauspieler

### H
- Henry J. Raymond (1820–1869), US-amerikanischer Journalist und Politiker

### J
- Jacques Raymond (Jozef Remon; * 1938), belgischer Sänger
- Jade Raymond (* 1975), kanadische Videospiel-Produzentin
- James Raymond (* 1962), US-amerikanischer Musiker und Komponist
- Janice Raymond (* 1943), US-amerikanische Professorin und Feministin
- Janice Raymond (Modell) (* 1951), US-amerikanisches Modell
- Jean de Raymond (1907–1951), französischer Kolonialbeamter in Indochina
- Jean-Arnaud Raymond (1742–1811), französischer Architekt
- Jean-Paul Raymond (* 1948), französischer Bildhauer, Graveur, Glaskünstler und Pionier der Studioglasbewegung
- Jean-Mickaël Raymond (* 1986), französischer Boxer
- Jimmy Raymond (* 1996), malaysischer Fußballspieler
- John Raymond (* 1985), US-amerikanischer Jazzmusiker
- John B. Raymond (1844–1886), US-amerikanischer Politiker
- John W. Raymond (* 1962), US-amerikanischer General
- Jonathan Raymond, US-amerikanischer Schriftsteller
- Julian Raymond, US-amerikanischer Musikproduzent und Keyboarder

### K
- Kerby Jean-Raymond (* 1986), US-amerikanischer Modedesigner und Gründer der Modemarke Pyer Moss

### L
- Laure Saint-Raymond (* 1975), französische Mathematikerin
- Lee Raymond (* 1939), US-amerikanischer Manager
- Leonard Joseph Raymond (1899–1974), indischer Geistlicher, römisch-katholischer Erzbischof von Nagpur
- Lisa Raymond (* 1973), US-amerikanische Tennisspielerin
- Louis Raymond (1895–1962), südafrikanischer Tennisspieler
- Lucas Raymond (* 2002), schwedischer Eishockeyspieler

### M
- Marc Raymond (* 1968), Schweizer Bildhauer
- Marcel Raymond (1897–1981), Schweizer Literaturkritiker
- Marie Raymond (1908–1989), französische Malerin
- Marie-Odile Raymond (* 1973), kanadische Skilangläuferin
- Mark Raymond (* 1979), australischer Biathlet
- Mason Raymond (* 1985), kanadischer Eishockeyspieler
- Mathias Raymond (* 1986), monegassischer Ruderer
- Michael Raymond-James (* 1977), US-amerikanischer Schauspieler

### P
- Paul Raymond (Archivar) (1833–1878), französischer Archivar und Historiker
- Paul Raymond (Prähistoriker) (1859–1944), französischer Mediziner und Prähistoriker
- Paul Raymond (Verleger) (1925–2008), britischer Verleger
- Paul Raymond (Musiker) (1945–2019), britischer Musiker
- Paula Raymond (1924–2003), US-amerikanische Schauspielerin
- Percy Edward Raymond (1879–1952), US-amerikanischer Paläontologe (Wirbellose)
- Peter Raymond (* 1947), US-amerikanischer Ruderer
- Phillip Raymond (* 1978), Football-Spieler der Australian Football League

### R
- Richard Raymond, Pseudonym von Ottaviano Dell’Acqua (* 1954), italienischer Stuntman und Schauspieler
- Richard Raymond (Politiker) (* 1960), US-amerikanischer Politiker (Texas)
- Richard Raymond (Pianist) (* 1965), kanadischer Pianist
- Richard Raymond (Filmproduzent) (* 1977), britischer Filmproduzent und Regisseur
- Robert Raymond (Radsportler) (* 1930), belgischer Radrennfahrer
- Robin Raymond (1916–1994), US-amerikanische Schauspielerin
- Ronnie Raymond (1946–2015), britischer Schauspieler
- Roy Raymond (1947–1993), US-amerikanischer Geschäftsmann

### S
- Susan Raymond, US-amerikanischer Dokumentarfilmerin

### T
- Tito Raymond (* 1969), US-amerikanischer Bodybuilder aus Chicago, Illinois

### U
- Usher Raymond (* 1978), US-amerikanischer R&B-Sänger

### W
- Walter Raymond (1886–1972), deutscher Manager und Wirtschaftsfunktionär

### Y
- Yasmil Raymond (* 1978), US-amerikanische Kuratorin und Hochschulrektorin